# Bill Kurtis

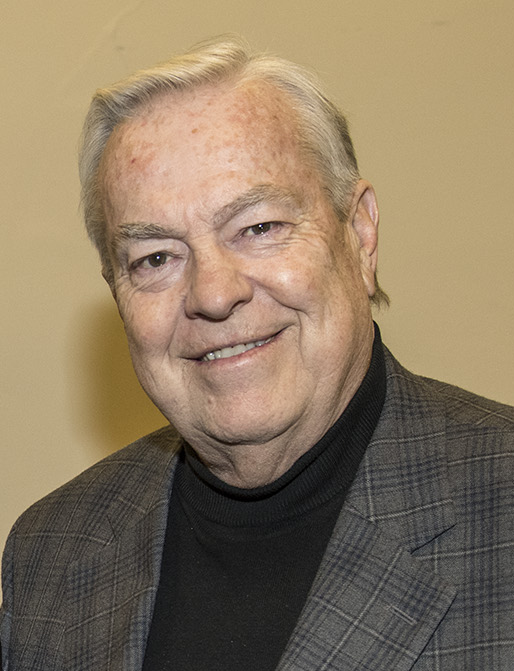
Bill Kurtis

Bill Kurtis (* 21. September 1940 in Pensacola, Florida) ist ein US-amerikanischer Journalist, Autor und Fernsehmoderator.

## Leben
Kurtis studierte an der University of Kansas und an der Washburn University School of Law. Als Autor schrieb er mehrere Bücher. Über 30 Jahre war Kurtis für den US-amerikanischen Fernsehsender CBS tätig. Unter anderem arbeitete er mit Diane Sawyer in der Nachrichtensendung CBS Morning News als Fernsehmoderator zusammen. Von 1963 bis 1977 war Kurtis mit Helen Kurtis verheiratet und hat zwei Kinder. Er wohnt in Mettawa, Illinois.

## Werke (Auswahl)
- Bill Kurtis on Assignment publiziert am 1. Oktober 1983, Rand McNally; ISBN 0-528-81005-7
- American Justice publiziert am 1. August 1999 durch TV Books Inc.; ISBN 1-57500-109-8
- The Death Penalty on Trial: Crisis in American Justice, publiziert am 30. November 2004 durch PublicAffairs; ISBN 1-58648-169-X

## Preise und Auszeichnungen (Auswahl)
- Peabody Awards
- Emmy Awards